# Alfred Hetz
Alfred Hetz (* 19. Februar 1913 in Kiauten (Ostpreußen); † 25. August 1974 in Stuttgart) war ein deutscher Maler und Grafiker. Er wirkte als freischaffender Künstler in Stuttgart-Steinhaldenfeld.

## Leben und Werk
Alfred Hetz begann schon in der Jugend zu malen. Mit der Aussicht, das Bilderrahmen zu erlernen, begann er 1931 zunächst eine Schreinerlehre in Königsberg. Seine Mutter legte ohne Wissen ihres Sohnes eine Mappe mit dessen Werken an den Staatlichen Malerateliers Königsberg vor, wo er dann von 1934 bis 1936 studierte. Von 1937 bis 1939 studierte er an der Vereinigten Staatskunstschule Berlin freie und angewandte Kunst. Von 1939 bis 1945 leistete Alfred Hetz Kriegsdienst.
1946 verschlug es ihn eher zufällig in die Nähe von Ludwigsburg. Nach einem sechsmonatigen Aufbaudienst wurde Alfred Hetz in der Malklasse von Fritz Steisslinger an der Kunstakademie Stuttgart als Gaststudent zugelassen. 1947 nahm er an der ersten Nachkriegsausstellung der Stuttgarter Sezession teil. Weitere Ausstellungsteilnahmen folgten. Alfred Hetz hielt regen Kontakt zu Willi Baumeister, der ihn zu abstrakten Gemälden ermunterte. Später wandte er sich der figurativen Malerei zu. Von 1948 bis 1950 wirkte Hetz als Karikaturist für die Wochenpost und für die Stuttgarter Illustrierte. Zwischen 1967 und 1973 hatte er mehrere Ausstellungen in den Vereinigten Staaten, in Frankreich und in Belgien. Er erhielt unter anderem zwei Auszeichnungen des Pariser „Salon International – Sud à Juvisy“ und gelangte so zur Anerkennung über die Grenzen Südwestdeutschlands hinaus. 1978 fand eine Gedächtnisausstellung für Alfred Hetz im „Kunsthöfle“ in Stuttgart-Bad Cannstatt statt.
Alfred Hetz schuf bis zu seinem Tod im Jahr 1974 mehr als 2000 Ölbilder, Gouachen, Collagen, Federzeichnungen und Drucke. „Sein Werk ist gekennzeichnet von einer großen Variation stilistischer Ausdrucksweisen.“ Seine Frau Waltraud Hetz stellte nach dem Tod ihres Mannes dessen Werke wiederholt öffentlich aus, unter anderem im Amtsgericht Bad Cannstatt und beim Künstlerbund Stuttgart. Alfred Hetz blieb trotz seines Erfolges im In- und Ausland eher unbekannt.